# Etne (plaats)
Etne is een plaats in de Noorse gemeente Etne, provincie Vestland. Etne telt 988 inwoners (2007) en heeft een oppervlakte van 1,35 km².